# Elatostema attenuatum
Elatostema attenuatum är en nässelväxtart som beskrevs av Wen Tsai Wang. Elatostema attenuatum ingår i släktet Elatostema och familjen nässelväxter. Inga underarter finns listade i Catalogue of Life.